# Ailleurs - Volume 2
Pour les articles homonymes, voir Ailleurs.
 (septembre 2017).
Si vous disposez d'ouvrages ou d'articles de référence ou si vous connaissez des sites web de qualité traitant du thème abordé ici, merci de compléter l'article en donnant les références utiles à sa vérifiabilité et en les liant à la section « Notes et références ».
Albums de Éric Lapointe
Ailleurs - Volume 1
(2009) Le Ciel de mes combats
(2010)
Ailleurs - Volume 2 est la deuxième partie d'une compilation, distribuée par Diffusion YFB, du chanteur québécois Éric Lapointe, sortie en novembre 2009.
Elle contient onze chansons, dont six duos, tirées de différents albums de compilation ou de collaborations, et qui ne sont pas incluses dans les albums réguliers de l'artiste. Ce disque succède à Ailleurs - Volume 1, paru au mois d'avril précédent.
Avant la parution de l'album, celui-ci a été largement annoncé aux médias québécois[réf. nécessaire].
La chanson éponyme Ailleurs, qu'Éric Lapointe se partage avec Marjo et qui est jouée lors de plusieurs concerts dédiés à la publicité pour la parution du disque, ne se trouve pas sur cet album mais sur la compilation Marjo et ses hommes - Volume 1 publiée simultanément.

## Liste des titres
| 1.    | Suspicious mind (avec Martin Fontaine) (live au théâtre Hector le 8 octobre 2009)                               | James Mark Howard /James Mark Howard, Francis Rodney Zambon | Titre inédit                                                        | 4:00 |
| 2.    | L'ivrogne et le pénitent (avec Yves Lambert) (reprise d'une chanson folklorique traditionnelle)                 |                                                             | extrait de Bal à l'huile d'Yves Lambert                             | 4:30 |
| 3.    | Patof blou (avec les Porn Flakes) (chanson à succès du clown Patof, célèbre personnage pour enfants)            | Jacques Desrosiers, Giraud Hubert, Yves Adrien              | Jacques Desrosiers, années 70                                       | 4:39 |
| 4.    | C'était l'hiver (avec les Porn Flakes)                                                                          | Francis Cabrel                                              | extrait de Groupes de pamplemousse - artistes variés                | 4:04 |
| 5.    | Loup blanc (pièce bilingue, avec Florent Vollant) (hommage aux Premières Nations du Canada et à leurs légendes) | Claude Péloquin / Florent Vollant                           | extrait de Katak de Florent Vollant (2003)                          | 3:36 |
| 6.    | Caruso (avec Natalie Choquette)                                                                                 | Lucio Dalla                                                 | extrait de Diva Luna de Natalie Choquette (1998)                    | 5:38 |
| 7.    | Fever (reprise de la célèbre chanson par Peggy Lee)                                                             | Eddie Cooley / John Davenport                               | extrait de Nos stars célèbrent le jazz à Montréal - artistes variés | 3:31 |
| 8.    | Le météore | Stephen Faulkner                                            | extrait de 2000 et un enfant - artistes variés                      | 2:53 |
| 9.    | Le cœur au vif (version inédite)                                                                                | Éric Lapointe, Roger Tabra / Éric Lapointe, Stéphane Dufour | extrait de À l'ombre de l'ange d'Érfic Lapointe                     | 3:52 |
| 10.   | L'exil (reprise de Serge Fiori)                                                                                 | Serge Fiori                                                 | extrait de Fiori, un musicien parmi tant d'autres                   | 7:59 |
| 11.   | Les pauvres (reprise de Plume Latraverse)                                                                       | Plume Latraverse                                            |                                                                     | 7:55 |
| 52:46 | |                                                             |                                                                     |      |